# قالی یالامه
قالی  (یلمه) گونه‌ای از قالی‌های ایرانی است که توسط طوایف ترک قشقایی ساکن در شرق چهارمحال(بروجن)و نیز شهر طالخونچه اصفهان بافت می‌شود
موقعیت جغرافیایی این خطه از شهرستان مبارکه 10کیلومتر خارج شده به روستای علی آباد جمبزه میرسیم درصورتیکه بروجن که ۷۰ کیلومتر با علی آباد جمبزه فاصله دارد. . این قالیها دارای رنگ ثابتی است و معمولاً از نه رنگ در بافت آنها استفاده می‌شود که عبارت است از: آبی، لاکی، سبز، سرمه‌ای، سفید، بنفش و سیاه؛ و دارای تار و پود پشم هستند.متمایز و خاص بودن آن بخاطر طرح متفاوت و کاملاً انحصاری آن میباشد.این هنر ارزشمند نسل به نسل از مادر به دختران رسیده و باجان از ته دل گره بر نار و پود می‌زنند و طرح خاصی در جهان که یک برند مشهور می‌باشد را خلق می‌کنند.

## طرح‌های رایج و مرسوم
فرش‌های یلمه بروجن از نظر طرح به سه دسته تقسیم می‌شوند:
1. طرح ترنجی یا یک حوض
2. طرح شکرلو یا دوحوض
3. طرح بندی الوان

ازنظر ظاهر کلیه طرح‌های نوع اول در متن فرش دارای یک ردیف ترنج لوزی شکلند که در مرکز فرش و در امتداد طولی آن قرار گرفته‌است. طرح‌های نوع دوم نیز دارای این ویژگی خاص هستند، با این تفاوت که در متن کلیه فرش‌ها حداقل دو ردیف ترنج‌های لوزی شکل موازی با یکدیگر به چشم می‌خورد که در امتداد طولی فرش قرار دارند. ترنج‌هایی که در طرح نوع اول و دوم وجود دارند به شکل لوزی و روی لبه‌های آنها نقوش کنگره‌ای شکل به چشم می‌خورد.

مهاجرین قشقایی پس از رسیدن به سرزمین چهارمحال طرح‌های متعلق به خود (ترنجی و شکرلو) را با طرح‌های اصیل چهارمحالی بویژه خشتی ادغام کردند و با قرار دادن ترنج‌های لوزی شکل درون قاب‌های فرش‌های خشتی، طرح جدیدی را ارائه کردند که بندی الوان نام گرفت.